# Кумлякское сельское поселение
Кумля́кское се́льское поселе́ние — муниципальное образование в Уйском районе Челябинской области Российской Федерации.
В рамках административно-территориального устройства муниципальное образование  соответствует административно-территориальной единице Кумлякский сельсовет.
Административный центр — село Кумляк.

## История
Статус и границы сельского поселения установлены Законом Челябинской области от 17 сентября 2004 года № 278-ЗО «О статусе и границах Уйского муниципального района и сельских поселений в его составе»

## Население
| 2002 | 2010 | 2011 | 2012 | 2013 | 2014 | 2015 |
| ---- | ---- | ---- | ---- | ---- | ---- | ---- |
| 827  | ↘799 | ↘797 | ↘763 | ↘753 | ↘731 | ↘715 |
| 2016 | 2017 | 2018 | 2019 | 2020 | 2021 |      |
| ↘709 | ↘693 | ↘684 | ↘671 | ↘655 | ↘647 |      |

## Состав сельского поселения
| № | Населённый пункт | Тип населённого пункта       | Население |
| - | ---------------- | ---------------------------- | --------- |
| 1 | Кумляк           | село, административный центр | ↘647      |